# جائزة المجر الكبرى 2016
جائزة المجر الكبرى 2016 هو سباق فورمولا 1 أقيم بتاريخ 24 يوليو 2016 في حلبة المجر. كان الحادي عشر من أصل 21 في بطولة العالم لسباقات الفورمولا واحد موسم 2016. حلّ البريطاني لويس هاملتون أولا بينما جاء الألماني نيكو روسبيرغ في المركز الثاني وحصل على المركز الثالث الأسترالي دانيل ريكاردو.

## الترتيب النهائي
|         | الترتيب | السائق        | النقاط |
| ------- | ------- | ------------- | ------ |
| 1       | 1       | لويس هاملتون  | 192    |
| 1       | 2       | نيكو روسبيرغ  | 186    |
| 1       | 3       | دانيل ريكاردو | 115    |
| 1       | 4       | كيمي رايكونن  | 114    |
|         | 5       | سباستيان فيتل | 110    |
| المصدر: |         |               |        |